# Endocard
Endocardul este tunica internă a cordului. El căptușește încăperile inimii, trecând fără întrerupere de la atrii spre ventricule, acoperind și valvulele, cordajele tendinoase și mușchii papilari. Endocardul de la nivelul atriilor se continuă cu intima venelor, iar la nivelul ventriculilor, cu intima arterelor. Endocardul inimii drepte este independent de endocardul inimii stângi. Este constituit din endoteliu, un strat subendotelial și un strat subendocardic.
Endoteliul este format dintr-un epiteliu pavimentos simplu așezat pe o membrană bazală. El se continuă cu endoteliul vaselor mari de la baza cordului. Stratul subendotelial se găsește imediat sub membrana bazală a endoteliului și este reprezentat de o lamă fină de țesut conjunctiv lax. Stratul subendocardic este de asemenea format din țesut conjunctiv lax și se continuă cu țesutul conjunctiv interstițial al miocardului.

## Funcție
Endocardul, constituit în principal din celule endoteliale, controlează funcția miocardului. Acest rol modulator este diferit de mecanismele de reglare homeo- și heterometrice ce controlează contractilitatea miocardică. Mai mult de atât, endoteliul capilarelor miocardului, care este, de asemenea, strâns apoziționat cardiomiocitelor, este implicat în acest rol modulator. Astfel, endoteliul cardiac controlează dezvoltarea inimii în embrion, precum și cea a adultului, de exemplu în timpul hipertrofiei. În plus, contractilitatea și mediul electrofiziologic ale cardiomiocitelor sunt reglate de endoteliul cardiac.
Endoteliul endocardului poate acționa, de asemenea, ca o barieră hemato-cardiacă (analoaga barierei hemato-encefalice), astfel controlând compoziția ionică a lichidului extracelular în care sunt scăldate cardiomiocitele.